# Commanderie de Coulours
La commanderie de Coulours est une commanderie templière située sur la commune de Coulours, dans le département de l'Yonne, en France.

## Localisation
La commanderie est sise sur le flanc occidental du bourg de Coulours, hors des fortifications villageoises érigées sous le règne de François Ier à la suite du désastre de la bataille de Pavie en 1525.
Elle a pris place sur un chemin conduisant de Joigny (siège du premier pair du comté de Champagne) à Troyes (capitale du comté de Champagne), passant par Arces et Villemaure, cité au XIIe siècle. Elle appartient au diocèse de Sens et au comté de Troyes. Elle est nettement incluse au sein de la seigneurie des vicomtes de Joigny (centrée sur Rigny-le-Ferron), mais passera plus tardivement dans la châtellenie de Villemaure (acquise progressivement par les comtes, et appelée à se voir rattacher les hommages de vassaux comtaux les plus proches géographiquement, même sans lien originel avec Villemaure).  

## Historique
Mentionnée en 1338, cette commanderie est l'une des plus anciennes de l'ordre en France. 
Les templiers ont au XIIe et XIIIe activement exploité la métallurgie en usage dans la contrée. À partir de la fin du XVe siècle, Coulours est la capitale régionale de la fourniture du clou, et abrite de très nombreux cloutiers.
Des fouilles ont été menées par le propriétaire dans le sol de la chapelle de la commanderie peu avant 1985. Elles ont fait l'objet d'un rapport[réf. nécessaire].
L'édifice est inscrit au titre des monuments historiques par arrêté du 16 novembre 2009.

## Description

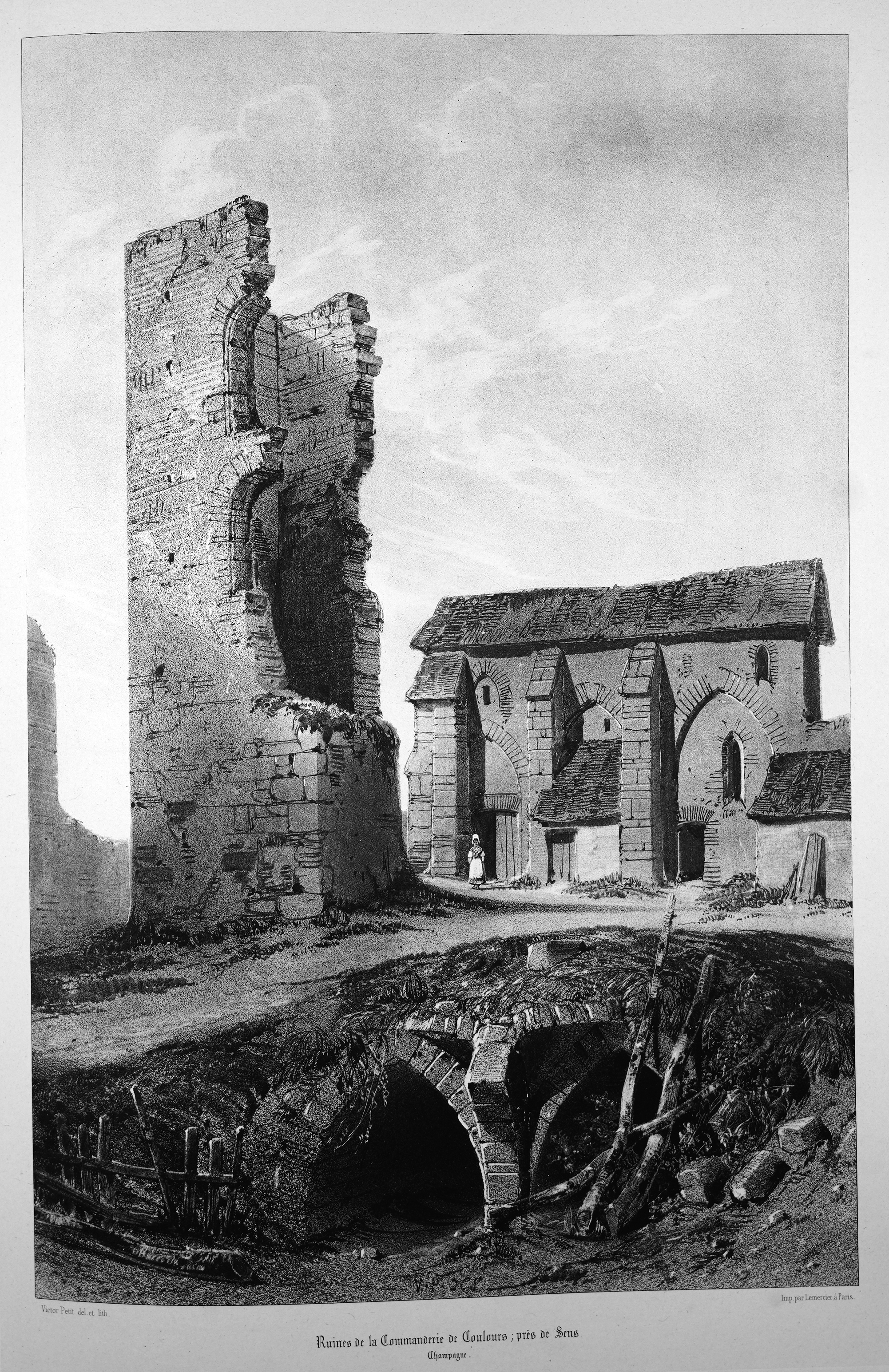
Vue de la Commanderie de Coulours au début du XIXe siècle in Voyages dans l ancienne France... par Victor Petit.